# Pinsà borroner de Taiwan
El pinsà borroner de Taiwan (Pyrrhula owstoni) és un ocell de la família dels fringíl·lids (Fringillidae).

## Hàbitat i distribució
Habita boscos i matolls de muntanya a l'illa de Taiwan.

## Taxonomia
Considerat sovint una subespècie del pinsà borroner capgrís (Pyrrhula erythaca) avui és considerat una espècie de ple dret arran els treballs de Dong et al, 2020.